# Emma Chamberlain
Emma Frances Chamberlain (San Bruno, Califòrnia, EUA, 22 de maig de 2001) és una influencer, Youtuber, podcàster, empresària i model estatunidenca. Va guanyar el Streamy Award 2018 a Breakout Creator. El 2019, la revista Time la va incloure a la llista Time 100 Next,] i a la llista de les 25 persones més influents d'Internet, escrivint que "Chamberlain va ser pionera en un enfocament del vlogging que va sacsejar la guia d'estil no oficial de YouTube".
L'abril de 2019, va llançar la seua primera sèrie setmanal de pòdcasts, Anything Goes, abans coneguda com a Stupid Genius. Posteriorment va guanyar el premi al "Millor podcàster" als 12th Shorty Awards. També és ambaixadora de Louis Vuitton des del 2019 i de Cartier des del 2022.

## Primers anys
Chamberlain va néixer el 22 de maig de 2001 a San Bruno, Califòrnia. És filla única i els seus pares es van divorciar quan ella tenia cinc anys.
En una entrevista del 2018 a Forbes va dir que la seua família havia tingut problemes econòmics durant la seua infància. Depenien dels encàrrecs de l'art del seu pare, i quan ell estava malalt i no podia pintar, van passar "temps difícils".
Va assistir a la Central Middle School a San Carlos, Califòrnia, i a la Notre Dame High School, Belmont, una escola preparatòria catòlica per a noies on va formar part dels equips d'animació i atletisme. Va ser una animadora competitiva durant cinc anys i va competir amb els California Allstars a Livermore, Califòrnia, a l'equip Senior Pink. Va deixar l'escola secundària durant el primer semestre del seu primer any i es va graduar després d'aprovar l'examen de sortida de l'escola secundària de Califòrnia. El 2024 va rebre el seu diploma de secundària als 23 anys amb la promoció del 2024.

## Carrera

### YouTube
Chamberlain es va sentir insatisfeta amb l'escola secundària cap al final del seu segon any, i després de parlar amb el seu pare es va animar a trobar una passió fora de l'escola. El 14 de juny de 2016, va llançar el seu canal de YouTube com una manera de trobar aquesta passió. L'agost de 2023, el seu canal de YouTube havia arribat als 12 milions de subscriptors i acumulava un total de 1.610 milions de visualitzacions. El seu contingut incloïa vídeos de cuina, mostres de moda, vlogs de cotxes, col·laboracions amb altres youtubers, entre d'altres. Era coneguda per la seua inclinació pel café, així com pel seu humor autèntic i autocrític. Va guanyar notorietat pel seu estil d'edició únic, caracteritzat pels zooms, l'addició de text a la pantalla i les pauses.
El juny de 2018, es va traslladar sola de la zona de la badia de San Francisco a Los Angeles. Allà, va formar la Sister Squad amb els seus companys youtubers adolescents James Charles i el duet de comèdia The Dolan Twins. Els quatre va aparéixer al YouTube Rewind 2018. The Sister Squad va ser nominada al premi YouTube Ensemble Shorty 2019.
A més dels vídeos de col·laboració amb els membres del Sister Squad, durant el 2018, Chamberlain i les seues companyes de YouTube associades a Dote, Ellie Thumann i Hannah Meloche, van publicar vídeos en col·laboració als seus canals respectius, anomenant el seu grup de tres "The Girdies".
El juny de 2018, Tana Mongeau la va convidar a ser un creador destacat a Tanacon a Anaheim, l'alternativa de Mongeau a la VidCon que va tenir lloc al mateix temps en un centre de convencions proper. L'entrevista individual de Chamberlain amb Mongeau a l'escenari va ser l'últim esdeveniment abans que la convenció fos cancel·lada a causa de l'amuntegament i problemes de seguretat. Al juliol, Chamberlain va signar amb United Talent Agency.
A la VidCon 2019, Snapchat va anunciar que ella seria una de les diverses celebritats de diverses plataformes d'entreteniment per estrenar un Creator Show més tard l'any. Als Teen Choice Awards 2019, va guanyar el premi a Choice Female Web Star. Durant la Setmana de la Moda de Nova York de setembre va presentar l'esdeveniment de Teen Vogue Generation Next al qual va assistir l'editora en cap de Vogue, Anna Wintour. Als 45 People's Choice Awards, va ser nominada per al premi Social Star. Va col·laborar amb l'empresa d'ulleres Crap Eyewear per a una línia d'ulleres de sol que va ajudar a dissenyar.
Va assistir a la seua segona Setmana de la Moda de París patrocinada per Louis Vuitton, col·laborant amb Vogue per a un vídeo de preparació sobre el procés. Va col·laborar amb Calvin Klein per a una sèrie de vídeos i sessions de fotos. Als Streamy Awards 2019, Chamberlain va ser nominada a Creador de l'any, edició i primera persona. Va aparéixer en una sèrie de vídeos al canal de YouTube de Target, amb l'estrella de The Office Angela Kinsey i l'amfitrió de Fashion Police Brad Goreski. El seu programa de creadors de Snapchat, Adulting With Emma Chamberlain, es va estrenar el 4 de novembre. El 13 de novembre, la revista Time la va incloure a la llista Time 100 Next, i a la llista de les 25 persones més influents d'Internet, escrivint que "Chamberlain va ser pionera en un enfocament del vlogging que va sacsejar la guia d'estil no oficial de YouTube". El desembre de 2019, va ser presentada en un segment emés a ABC News Nightline, on va ser entrevistada sobre la seua carrera pel patinador olímpic Adam Rippon. El novembre de 2022, va aparéixer a Hot Ones amb Sean Evans, on l'entrevistaven mentre menjava ales de pollastre cada cop més picants.
El febrer de 2024, va tornar a Hot Ones amb Sean Evans.

### Modelatge i negocis
El març de 2018, Chamberlain es va associar amb l'aplicació de compres Dote. El maig del 2018, Dote la va enviar a Austin, Texas, al Festival de Música i Arts de la Vall de Coachella, i a Fiji amb moltes altres youtubers. El juliol de 2018, Dote va llançar una línia de roba dissenyada per Chamberlain, Low Key / High Key by Emma. A causa de les controvèrsies relacionades amb Dote, va tallar els vincles amb ells a principis del 2019.
El gener de 2019, va anunciar una col·laboració amb Hollister, i que va aparéixer com a model per a la seua col·lecció de natació de 2019. Va assistir a la Setmana de la Moda de París el març de 2019 en un copatrocini entre YouTube i Louis Vuitton, que va ser negociat per Derek Blasberg, el cap d'associacions de moda i bellesa de YouTube. Va ser emparellada amb la model/Youtuber Karlie Kloss a l'esdeveniment. El 4 de juny de 2019, Chamberlain va penjar videos amb The Dolan Twins. Aquesta va ser la seua primera col·laboració en vídeo des dels últims vídeos de Sister Squad publicats al desembre. L'absència de James Charles va contribuir a la creença que el Sister Squad s'havia trencat.
El desembre de 2019, va llançar la seua pròpia empresa de café per correu, Chamberlain Coffee.
Cosmopolitan la va presentar a la portada del seu número de febrer de 2020, escrivint el títol sota el seu nom, "La noia més popular del món". A l'entrevista, va revelar detalls sobre com tractar la dismòrfia corporal i lluitar contra els trastorns alimentaris, i va publicar un vídeo sobre la sessió de fotos al seu canal de YouTube, My First American Magazine Cover. Uns mesos més tard, va aparéixer a la portada de l'edició italiana de Cosmopolitan, i a la versió holandesa, Cosmo Girl. Als Shorty Awards 2020, va guanyar el premi a millor podcàster pel seu treball a Stupid Genius. Encara col·laborant amb Ramble Official, el 20 de febrer, va estrenar el seu nou pòdcast anomenat Anything Goes. El 21 de març, Variety va informar que havia comprat una casa a West Hollywood. Durant la pandèmia de la COVID-19 va ser un dels creadors que va participar en la campanya "Stay Home #WithMe" de YouTube. Enregistrada abans de la pandèmia de COVID-19, el 16 d'abril va aparéixer en un episodi de la sèrie de YouTube What The Fit de Kevin Hart, jugant a futbol amb LA Galaxy.
Allure va presentar-la a la portada del seu número de juny/juliol de 2020. Durant l'estiu del 2020, Vogue Australia i Nylon van publicar articles sobre ella. Variety la va incloure a la llista "Power of Young Hollywood" del 2020. El 18 d'agost, va publicar The Ideal Planner, un planificador diari, a través de la divisió Gallery Books de Simon & Schuster. El 26 d'agost, la seua sèrie a IGTV Styled By Emma es va estrenar a Instagram. L'1 de setembre, Chamberlain i James Charles van publicar col·laboracions als seus respectius canals de YouTube, la seua primera col·laboració des de l'última ronda de vídeos de Sister Squad publicat el 25 de desembre de 2018. El 13 de setembre de 2021 va assistir a la Met Gala. Va vestir Louis Vuitton a l'esdeveniment Lexicon of Fashion in America. També va presentar entrevistes de celebritats per a la revista de moda Vogue, que es van publicar posteriorment al canal de YouTube de Vogue. Harper's Bazaar va comptar amb Emma Chamberlain com a portada del març del 2022. Va ser fotografiada a Louis Vuitton i va revelar els seus pensaments sobre l'autoexpressió en una entrevista.
El gener de 2023, Chamberlain es va convertir en ambaixadora de la marca de Lancome.

## Vida privada
El 2020, Emma Chamberlain va començar una relació amb el cantautor Tucker Pillsbury, conegut professionalment com a Role Model. L'octubre de 2023, E! News va informar que la parella s'havia separat després de tres anys. Chamberlain resideix a Beverly Hills, Califòrnia.
Chamberlain practica la bateria com un hobby, i es pot veure tocant la bateria en nombrosos vídeos. No obstant això, creu que és una músic "terrible", i no té la intenció d'interpretar públicament o publicar música.